# Barbara Abdallah-Steinkopff
Barbara Abdallah-Steinkopff (* 1958) ist Psychologin, Psychologische Psychotherapeutin und Sachbuchautorin.

## Leben und Wirken
Barbara Abdallah-Steinkopff studierte Psychologie an der Ludwig-Maximilians-Universität München. Nach dem Diplom machte die Psychologin eine Ausbildung zur psychologischen Psychotherapeutin. Seit 1994 arbeitet sie bei REFUGIO München. Weiterhin ist sie Supervisorin und Dozentin.

## Schriften (Auswahl)
- mit Christine Knaevelsrud, Alexandra Liedl und Maria Böttche: Psychotherapie mit Flüchtlingen – neue Herausforderungen, spezifische Bedürfnisse. Das Praxisbuch für Psychotherapeuten und Ärzte. Stuttgart 2017, Schattauer, ISBN 978-3-7945-3195-0
- Interkulturelle Erziehungskompetenzen stärken, Vandenhoeck & Ruprecht, ISBN 978-3-525-40628-1